# AMX 155 mm AMF3
Il Canon de 155 mm Mle F3 Automoteur (o AMX 155 mm Automoteur F3) è un semovente d'artiglieria sviluppato nei primi anni cinquanta per l'Armée de terre per rimpiazzare gli M41 Howitzer Motor Carriage americani. Il Mle F3 è il più piccolo e leggero semovente da 155 mm mai prodotto e, grazie alle sue dimensioni e al costo ridotto, ebbe un considerevole successo sul mercato d'esportazione. L'utilizzo dello scafo modificato del carro armato leggero AMX-13 consentì di contenerne dimensioni e peso, sacrificando però la protezione dell'equipaggio: il mezzo infatti poteva ospitare a bordo solo 2 degli 8 membri della squadra addetta al pezzo, mentre i restanti seguivano sui mezzi di supporto.

## Storia

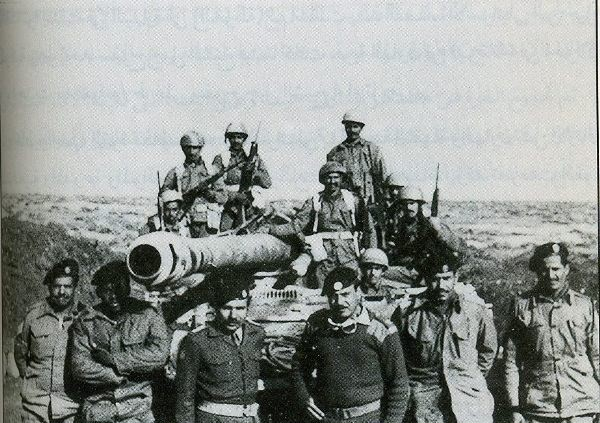
Mle F3 dell'esercito del Kuwait in Siria nel 1973.

Nei primi anni cinquanta l'esercito francese manifestò l'esigenza di sostituire i vecchi M41 americani con un progetto nazionale, basato sullo scafo del carro leggero AMX-13. Il nuovo semovente entrò in produzione nel 1959. Il basso costo e le dimensioni ridotte ne determinarono il notevole successo commerciale: venne esportato in diversi paesi del Sudamerica e del Medio Oriente e rimase in produzione fino ai primi anni ottanta, molto dopo la decisione dell'esercito francese di passare ai semoventi con torretta chiusa AMX 30 AuF1.

### Produzione
L'obice da 155 mm venne progettato dall'Atelier de Construction de Tarbes (ATS) e lo scafo dall'Atelier de Construction Roanne (ARE). L'integrazione del pezzo sullo scafo venne curato Etablissement d'Etudes et de Fabrications d'Armement de Bourges (EFAB), che si occupò anche di tutte le prove a fuoco. Poiché l'ARE era occupata nella produzione del carro armato da combattimento AMX-30, la realizzazione di tutta la famiglia AMX-13, compresi i semoventi F3, venne trasferita alle officine Creusot-Loire. La produzione totale di semoventi ammonta a 621 esemplari. A partire dal 1993 la Creusot-Loire è diventata GIAT e infine nel 2006 Nexter. Nel 1997 la Francia ha fornito gli ultimi 10 Mle F3 al Marocco.

### Utilizzo in combattimento
Il semovente è stato impiegato dal Kuwait durante la guerra del Kippur sul fronte siriano. Il Marocco lo ha impiegato durante la guerra del Sahara Occidentale.

## Tecnica

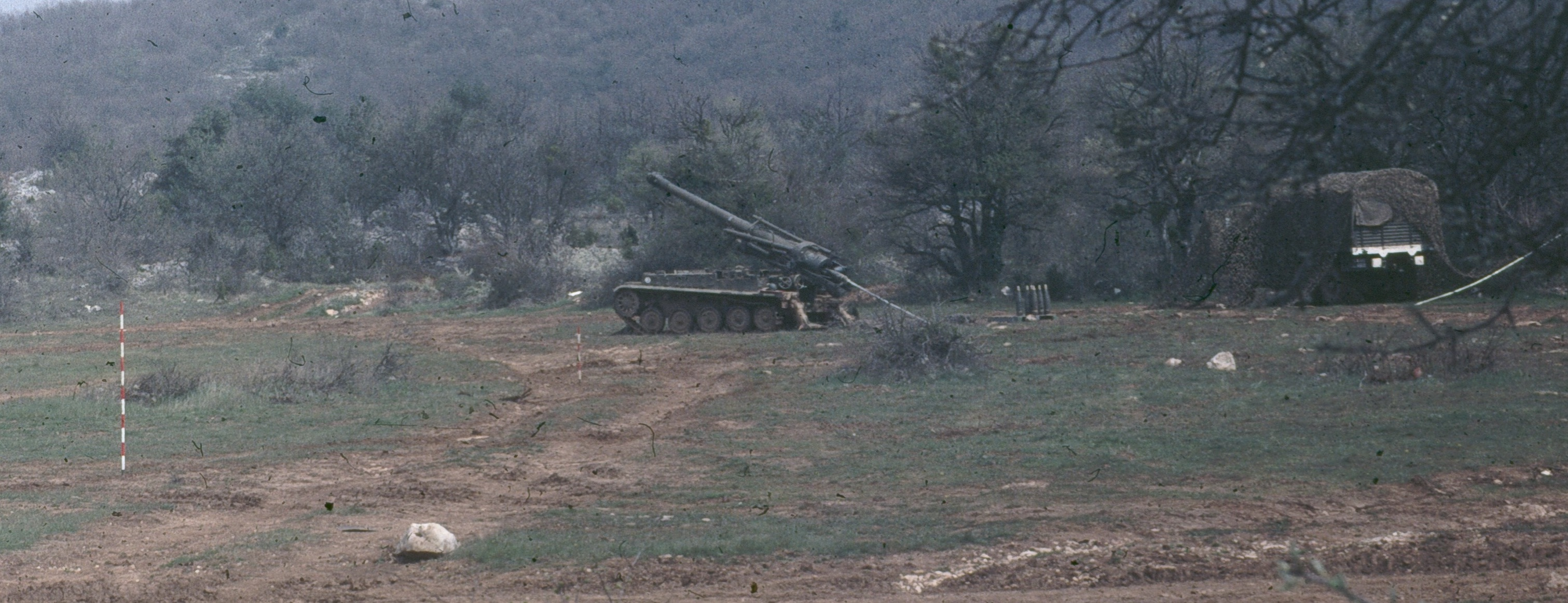
Un Mle F3 dell'esercito francese in batteria con un autocarro Berliet GBC 8KT di supporto, durante esercitazioni nel 1980.

Il Mle F3 è essenzialmente uno scafo AMX-13 modificato tramite rimozione di torretta e vano di combattimento posteriore e installazione della bocca da fuoco modificata dell'obice da 155 mm Mle. 50, con relativi freno di sparo e meccanismi di elevazione e brandeggio, oltre che di due vomeri posteriori, che venivano abbassati durante il fuoco per stabilizzare il pezzo. Il semovente era seguito da un autocarro 6x6 o da un AMX-VCA, che trasportavano sei degli otto membri della squadra e 25 proietti.
Il semovente sparava la granata standard HE da 155 mm, oltre a quelle fumogene, illuminanti e razzo-assistite. La gittata effettiva era di 20.050 m con la granata HE da 43,75 kg.
Lo scafo del semovente, in piastre di acciaio saldato spesso da 10 a 20 mm, forniva ai due occupanti protezione dal fuoco di armi leggere e schegge di granata. L'impostazione era convenzionale, con il compartimento di guida nella parte frontale sinistra, il comparto motore a destra e il pezzo da 155 mm nella parte posteriore. Un parafango era saldato sulla piastra frontale, per deviare l'acqua nei guadi. Spesso sulla stessa piastra frontale era fissata una ruota del treno di rotolamento di scorta. Il conduttore dispone di una botola in singolo pezzo, che si apre sulla sinistra, e di tre iposcopi diurni; quello centrale può essere rimpiazzato da un periscopio a intensificazione dell'immagine o da una termocamera. Dietro al pilota prende posto il capocarro; la sua postazione è dotata di un portello a due sezioni e di tre iposcopi diurni. Il semovente manca di sistema di protezione NBC per l'equipaggio.

## Varianti
- Il Mle F3 era offerto dalla GIAT anche nelle motorizzazioni Detroit Diesel 6V-53T e Baudouin 6F 11 SRY[2].
- Variante aggiornata RDM Technology: nel 1991, l'industria olandese RDM Technology ha ricevuto un contratto dal Qatar per l'aggiornamento di 22 semoventi. I mezzi furono aggiornati con un nuovo motore diesel Detroit Diesel Model 6V-53T, turbocompressore e nuova trasmissione[2].
- 155/39 mm Mle F3: versione proposta con canna allungata[2].
- L'obice trainato CITER 155 mm argentino utilizza molte componenti del pezzo da 155 mm del Mle F3[3].

## Utilizzatori

### Attuali
- Argentina - 24[2], in via di rimpiazzo con M109s[4] L'Esercito argentino prevede di acquistare obici leggeri OTO Melara 105 mm M56 e obici semoventi M109.
- Cipro - 12[2][5].
- Ecuador - 10 o 12[2], 5 in servizi[6].
- Kuwait - 18, in riserva nel 2002[2][7].
- Marocco - 98[2], 90 in servizio[8].
- Qatar - 28, 22 aggiornati nel 1991[2][9].
- Emirati Arabi Uniti - 18[2][10].
- Sudan - 6[2] o 10[11].

### Passati
- Cile - 20[2], 8 forniti dalla Francia negli anni settanta e 12 di seconda mano forniti dal Belgio negli anni novanta. Tutti ritirati dal servizio e rimpiazzati da 48 M109.
- Francia - sostituiti da AMX 30 AuF1.
- Perù - 12[2].
- Venezuela - da 12 a 20,[2] rimpiazzati da 2S19 Msta-S[12].